# فرانك هيكي
فرانك هيكي هو لاعب كرة قدم كندية كندي، ولد في 9 يونيو 1924 في تورونتو في كندا، وتوفي بنفس المكان في 9 ديسمبر 2013.

## وصلات خارجية
- فرانك هيكي على موقع JustSportsStats.com (الإنجليزية)